# Warlencourt-Eaucourt
Warlencourt-Eaucourt là một xã ở tỉnh Pas-de-Calais, vùng Hauts-de-France của Pháp.

## Địa lý
Warlencourt-Eaucourt có cự ly khoảng 16 dặm (25,7 km) về phía nam Arras, tại giao lộ của các tuyến đường D929 và đường D10E.

## Dân số
| 1962                                                         | 1968 | 1975 | 1982 | 1990 | 1999 | 2006 |
| ------------------------------------------------------------ | ---- | ---- | ---- | ---- | ---- | ---- |
| 94                                                           | 102  | 85   | 84   | 81   | 107  | 141  |
| Số liệu điều tra dân số từ năm 1962: Dân số không tính trùng |      |      |      |      |      |      |

## Địa điểm nổi bật
- Nhà thờ St.Pierre, xây lại sau đệ nhất thế chiến.